# 1938 en droit
Cet article présente les faits marquants de l'année 1938 en droit.

## Décès
- 13 mars à Chicago : Clarence Seward Darrow, avocat américain (né le 8 avril 1857 à Kinsman dans l'Ohio)